# Ocypete
Ocypete (gr. Ὠκυπέτη Ōkypétē, łac. Ocypete – "szybkie skrzydło") – jedna z trzech harpii (sióstr) w mitologii greckiej, istot, które z woli bogów wykonywały kary za przestępstwa. Córka olbrzyma Taumasa i nimfy Elektry.
Była także znana jako Ocypode (gr. Ὠκυπόδη Ōkypódē, łac. Ocythoe – "szybkie stopy") lub Ocythoe (gr. Ὠκυθόη Ōkythóē, łac. Ocythoe – "szybki biegacz"). Ocypete była najszybsza ze wszystkich trzech harpii. Według mitologii greckiej, pewnego razu leciała tak szybko, że rozbiła się na wyspie na środku oceanu i błagała później o litość bogów, żeby pomogli się jej wydostać.